# Лестер
Лестер (енгл. Leicester) је град у Уједињеном Краљевству у Енглеској у грофовији Лестершир. Лежи на реци Соар. Према процени из 2007. у граду је живело 343.019 становника. Град је основан у римско доба око 50. године (Ratae Corieltauvorum). Новоизграђена мрежа железнице и канала омогућила је брз привредни развој града у 19. веку. Тада је Лестер постао значајан економски центар познат по инжињерству, производњи ципела и чарапа. Око половину становништва чине студенти. Данас велики део становништва Лестера чине емигранти, нарочито из јужне Азије.

## Становништво
Према процени, у граду је 2008. живело 343.019 становника.
| 1981.   | 1991.   | 2001.   |
| ------- | ------- | ------- |
| 324.394 | 318.518 | 330.574 |

## Спорт
- ФК Лестер сити, фудбалски клуб основан 1884. године.